# كيفين كابرال
كيفين كابرال (بالفرنسية: Kévin Cabral)‏ هو لاعب كرة قدم ورياضي فرنسي في مركز الهجوم، ولد في 10 يوليو 1999 في باريس في فرنسا. لعب مع نادي فالينسيان.

## وصلات خارجية
- كيفين كابرال على موقع رابطة كرة القدم الفرنسية للمحترفين (الإنجليزية)
- كيفين كابرال على موقع الدوري الأمريكي (الإنجليزية)
- كيفين كابرال على موقع قاعدة بيانات كرة القدم.إي يو (الإنجليزية)
- كيفين كابرال على موقع Soccerway.com (الإنجليزية)